# Funkce sociálního zabezpečení
Funkce sociálního zabezpečení je funkce, která řadí sociální státy (státy, které usilují o zajištění blahobytu pro své občany) na méně žádoucí, více žádoucí, nebo lhostejné pro každou možnou dvojici sociálních států.
Vstupy funkce zahrnují všechny proměnné, které ovlivňují hospodářský blahobyt ve společnosti.  Při použití opatření pro dobré životní podmínky osob ve společnosti jako vstupy, je funkce sociální péče individualistická. Jednou z funkcí sociální péče je představení perspektivního vzorce kolektivní volby alternativních sociálních států. Dále také tato funkce poskytuje vládě vodítko pro dosažení optimálního rozdělení příjmů.
Funkce sociálního zabezpečení se podobá teorii spotřebitele o indiferenční křivce a rozpočtovém omezení pro jednotlivce. Výjimkou je to, že funkce sociálního zabezpečení mapuje individuální preference každého ve společnosti jako kolektivní názor, který platí pro všechny, bez ohledu na to, jaké individuální preference jsou pro omezení výrobních faktorů.
Dalším úkolem funkce sociálního zabezpečení je určit, jak velká je podobnost s ordinální užitkovou funkcí pro jednotlivce s alespoň minimálním omezením navrhovaným ekonomií blahobytu, včetně omezení počtu výrobních faktorů.
Existují dva hlavní, ale zároveň související typy funkcí sociální péče:
- Funkce sociální péče Bergson – Samuelson: bere v úvahu blaho individuálních preferencí nebo hodnocení životních podmínek.
- Arrowova teorie sociálního zabezpečení: zvažuje blahobyt napříč různými možnými sadami individuálních preferencí nebo žebříčku blahobytu a axiomů, které omezují funkci.[3]

## Funkce sociálního zabezpečení Bergson – Samuelson
V článku z roku 1938 představil Abram Bergson funkci sociálního zabezpečení. Účelem bylo „uvést v přesné formě hodnotové úsudky požadované pro odvození podmínek maximálního ekonomického blahobytu“ stanovených dřívějšími autory, včetně Alfreda Marshalla a Arthura Cecila Pigoua, Vilfreda Pareta, Abba P. Lerner a Baroneho. Funkce byla skutečná a diferencovatelná. Bylo stanoveno, aby popisovala společnost jako celek. Argumenty funkce zahrnovaly množství různých vyrobených a spotřebovaných komodit a zdrojů použitých při výrobě, včetně práce.
Nezbytné obecné podmínky při maximální hodnotě funkce:
- Okrajová „sociální hodnota dolaru“ je stejná pro každého jednotlivce i pro každou komoditu
- Okrajový „nedostatek“ práce a „hodnoty dolaru“ je stejný pro každou komoditu vyrobenou od každého dodavatele práce
- Okrajové „dolarové“ ceny pro každou jednotku zdrojů se rovnají produktivitě mezních hodnot pro každou komoditu.

Bergson ukázal, jak ekonomika blahobytu může popisovat úroveň ekonomické efektivity, navzdory upuštění od interpersonálně srovnatelné kardinální užitečnosti, jejíž hypotéza může skrývat hodnotové a čistě subjektivní úsudky.
Dřívější neoklasická teorie blahobytu podle Benthama, povětšinou neměla zákon o snižování mezního užitku jako implikaci mezilidsky srovnatelné užitečnosti, což je nezbytná podmínka k dosažení cíle maximalizace celkové prospěšnosti společnosti. Bez ohledu na takovou srovnatelnost je příjem či bohatství měřitelné a bylo obecně odvozeno, že přerozdělování příjmů z bohatého na chudého člověka má tendenci zvyšovat celkovou užitečnost (jakkoli měřenou) ve společnosti (Lionel Robbins (1935, kap. VI). Tvrdil, že duševní události, které se díky tomu mění, nelze měřit empirickým testem. Nejsou ani odvoditelná z tvarů běžných „indiferenčních křivek“. Díky tomu můžeme upustit od mezilidské užitečnosti, aniž bychom se oddálili od teorie sociálního zabezpečení. Praktickou kvalifikací je snížení výstupu z převodu.
Doplňkové specifikace umožňují porovnání různých sociálních států podle každého člena společnosti a jeho preferencí. Ty pomáhají definovat Paretovo optimum, které platí, pokud byly vyčerpány všechny alternativy k tomu, aby alespoň jedna osoba byla ve výhodnějším postavení, aniž by někdo byl v méně výhodném postavení. Bergson popsal „zvýšení ekonomického blahobytu“ (později nazýváno Paretovo zlepšení) jako zvýšení blahobytu alespoň jednoho jednotlivce se všemi proměnnými. Funkce sociálního zabezpečení by pak mohla být specifikována v podstatě v individualistickém smyslu pro odvození Paretova optima. Paul Samuelson (2004, s. 26) poznamenává, že Bergsonova funkce „mohla odvodit podmínky Paretovy optimality podle potřeby, ale není dostačující pro definování mezilidské normativní spravedlnosti“. Paretova účinnost by však mohla charakterizovat i jednu dimenzi určité funkce sociální péče s distribucí komodit mezi jednotlivci charakterizující jinou dimenzi. Jak poznamenal Bergson, zlepšení sociální péče by mohlo vycházet z „postavení některých jednotlivců“ zlepšujících se na úkor ostatních. Tuto funkci sociálního zabezpečení lze pak charakterizovat jako rozměr spravedlnosti.
Samuelson (1947, p. 221) sám zdůraznil flexibilitu funkce sociálního zabezpečení, která dokáže charakterizovat jakoukoli etickou víru, která je či není vázaná na Pareta v souladu s:
- Kompletním a přechodným hodnocením (eticky „horších“, „lepších“ či „lhostejných“ hodnocení) všech sociálních alternativ.
- Stanovení nekonečna indexů blahobytu a kardinálních ukazatelů, které charakterizují víru.

Představil také přehlednou verbální a matematickou expozici funkce sociálního zabezpečení s minimálním použitím Lagrangean multiplikátorů a bez obtížného zápisu diferenciálů používaných Bergsonem v celém textu. Samuelson poznamenává (1983), že Bergson objasnil, jak se podmínky produktivity a potřeby liší od mezilidských etických hodnot funkce sociálního zabezpečení.
Samuelson toto rozlišení dále zpřesnil určením funkce „blahobytu“ a funkce „možnosti“. Každý z nich má sadu užitečných funkcí pro každého ve společnosti a každý může začlenit (a běžně se tak děje) Paretovo optimum. „Funkce možnosti“ mj. závisí na omezení technologií a zdrojů.   Je psána v implicitní podobě odrážející proveditelné kombinace s uvalením omezení a s povoleným Paretovým optimem. Funkce „blahobytu“ řadí různé hypotetické sady užitečnosti pro všechny ve společnosti od eticky nejnižšího k nejvyššímu (s povolenými vazbami). To znamená, že umožňuje interpersonální srovnání užitečnosti. Pokud je ve funkci „možnosti“ stanovena užitečnost pro všechny kromě jedné soby, pak můžeme určit užitkovost té zbylé osoby. Maximalizace blahobytu pak spočívá v maximalizaci funkce „blahobytu“, která podléhá funkci „možnosti“.  Stejné podmínky maximalizace blahobytu se objevují v Bergsonově analýze.
Pro společnost dvou osob můžeme takovou maximalizaci blahobytu u první osoby znázornit pomocí funkce sociálního zabezpečení Bergson – Samuelson. Ve vztahu k teorii spotřebitele pro jednotlivce, pokud jde o spotřebu dvou komodit, existují tyto paralely:
- Příslušné hypotetické pomůcky dvou osob ve dvourozměrném užitém prostoru jsou analogické s příslušným množstvím komodit pro dvourozměrný komoditní prostor povrchu indiferenční křivky

- Funkce „blahobytu“ je obdobou mapy lhostejnosti
- Funkce „možnosti“ je obdobou rozpočtového omezení
- Maximalizace blahobytu dvou osob při dosažení nejvyšší křivky funkce „blahobytu“ na funkci „možnosti“ je obdobou tečnosti nejvyšší indiferenční křivky na omezení rozpočtu.

## Arrowova teorie sociální péče
Kenneth Arrow (1963) zobecňuje analýzu. V dřívějších liniích jeho verze funkce sociálního zabezpečení, nazývané také „ústava“, mapuje soubor individuálních objednávek (ordinální užitkové funkce) pro každého ve společnosti na sociálním uspořádání. Arrow zjistil, že nic z behaviorálního významu není ztraceno tím, že se upustí od požadavku sociálních řádů, které jsou skutečně oceněny ve prospěch objednávek, které jsou pouze úplné a tranzitivní, jako je mapa standardní indiferenční křivky. Předchozí analýza mapovala sady jednotlivých objednávek na jedno společenské uspořádání, ať už to bylo cokoliv. Toto sociální uspořádání vybralo z ekonomického prostředí nejlepší možnou alternativu z hlediska zdrojů. Arrow navrhl prozkoumat mapování sad jednotlivých řádů na různá společenská uspořádání. Zde by sociální uspořádání záleželo na souboru individuálních objednávek, spíše než na jejich uložení. Arrow dokázal (vzhledem ke kurzu teorie od Adama Smithe a Jeremyho Benthama) svoji obecnou teorii nemožnosti, která říká, že je nemožné mít funkci sociálního zabezpečení, která splňuje určitý soubor „zjevně přiměřených“ podmínek.

## Kardinální funkce sociálního zabezpečení
Kardinální funkcí sociálního zabezpečení je funkce, která bere vstupní numerické reprezentace jednotlivých utilit (také známých jako kardinální užitečnost) a vrací je jako výstup numerického znázornění kolektivního blaha. Základním předpokladem je, že jednotlivé nástroje mohou být uvedeny v běžném měřítku a mohou být porovnány. Příklad takových opatření může být:
- Délka života
- Příjem na hlavu

Pro tyto účely se příjem považuje za měření užitečnosti. Účelem funkce sociálního zabezpečení je vyjádření cílů společnosti. Utilitární nebo Benthamitská funkce sociálního zabezpečení měří sociální zabezpečení jako součet, nebo součet jednotlivých příjmů:
{\displaystyle W=\sum _{i=1}^{n}Y_{i}}
Kde W = sociální zabezpečení, Yi= příjem na hlavu, i = mezi,  n = jednotlivci ve společnosti. V tomto případě znamená maximalizace sociálního blahobytu maximalizaci celkového příjmu lidí ve společnosti, bez ohledu na to, jak jsou ve společnosti rozdělovány příjmy. Nerozlišujeme převod příjmů z bohatých na chudé a naopak. Pokud převod příjmů z chudých na bohaté vede k většímu nárůstu užitečnosti bohatých než ke snížení užitečnosti chudých, očekává se, že společnost takový převod přijme, protože se zvýšila celková užitečnost společnosti jako celek. V rámci této funkce lze také měřit blahobyt společnosti tak, že se vezme průměr individuálních příjmů: Yi
{\displaystyle W={\frac {1}{n}}\sum _{i=1}^{n}Y_{i}={\overline {Y}}}
Naproti tomu funkce Max-Min nebo Rawlsova sociální péče (založená na filozofické práci Johna Rawlse) měří sociální blahobyt společnosti na základě blahobytu nejméně zdatného člena společnosti:
{\displaystyle W=min(Y_{1},Y_{2}...,Y_{n})}
Zde by maximalizace společenského blahobytu znamenala maximalizaci příjmu nejchudšího člověka ve společnosti bez ohledu na příjmy jiných jednotlivců.
Tyto dvě funkce sociálního zabezpečení vyjadřují velmi odlišné názory na to, jak by společnost měla být organizována, aby maximalizovala prosperitu, přičemž první zdůraznil celkové příjmy a druhý zdůraznil potřeby těch nejchudších. Funkci maximálního blahobytu lze považovat za projev extrémní formy averze k nejistotě ze strany společnosti jako celku, protože se týká pouze nejhorších podmínek, kterým může člen společnosti čelit.
Amartya Sen navrhl v roce 1973 výpočet funkce sociálního zabezpečení takto:
{\displaystyle W_{Gini}={\overline {Y}}(1-G)}
Průměrný příjem na osobu měřené skupiny (skupinou může být např. národ) se vynásobí Gini index, což je relativní míra nerovnosti. James E. Foster (1996) navrhl použít jeden z Atkinsonových indexů, což je entropické měřítko. Díky vztahu mezi Atkinsonovým entropickým měřením a Theil-L indexem lze Fosterovu sociální funkci vypočítat také přímo pomocí Theil-L indexu:
{\displaystyle W_{Theil-L}={\overline {Y}}e^{-T_{L}}}
Hodnota poskytnutá touto funkcí má konkrétní význam. Existuje několik možných příjmů, které by mohla náhodně vybrána osoba z populace s nerovnoměrným rozdělením příjmů, vydělávat. Tato sociální funkce označuje příjem, který má náhodně vybraná osoba s největší pravděpodobností. Podobně jako medián bude tento příjem menší než průměrný příjem na hlavu. Tady se použije Theil-T index:
{\displaystyle W_{Theil-T}={\overline {Y}}e^{-T_{r}}}
Theil-T index je inverzní hodnota získaná touto funkcí, která má také konkrétní význam. Existuje několik možných příjmů, do nichž může měna, která je náhodně vybraná ze součtu všech nerovnoměrně rozdělených příjmů, patřit. Tato sociální funkce označuje příjem, do kterého vybraná měna s největší pravděpodobností patří. Inverzní hodnota této funkce bude větší než průměrný příjem na hlavu.

### Axiomy kardinálního zabezpečení
S předpokladem, že jsme dostali preferenční vztah R na užitkových profilech, pak R je slabá, celková objednávka v profilu užitečnosti – může nám říct, vzhledem ke dvěma profilům, zda jsou lhostejné, nebo zda je jeden z nich lepší než ten druhý. Rozumné uspořádání preferencí, které by mělo plnit několik axiomů, je:
1. Monotonicita: pokud se užitečnost jednotlivce zvyšuje, zatímco všechny ostatní nástroje zůstávají stejné, R by mělo striktně upřednostňovat druhý profil. Například by mělo upřednostňovat profil (1,4,4,5) až (1,2,4,5). To souvisí s Paretovým optimem.
2. Symetrie: R by mělo být lhostejné k permutaci čísel v použitém profilu. Například mezi (1,4,4,5) a (5,4,1,4).
3. Kontinuita: pro každý profil v je sada profilů slabě lepší než v a sada profilů slabě horší než v. Toto se nazývá uzavřené sady.
4. Nezávislost nezúčastněných činidel: tj. R by měla být nezávislá na jednotlivcích jejichž nástroje se nezměnily. Například pokud R dává přednost (2,2,4) až (1,3,4), pak také dává přednost (2,2,9) až (1,3,9) a užitečnost činidla 3 by neměla ovlivnit srovnání mezi dvěma užitečnými profily činidel 1 a 2. To nám umožňuje přiřadit lokalitu a oddělit od přídělu ve zbytku společnosti.
Každý preferenční vztah s vlastnostmi mezi 1–4 může být reprezentován funkcí W, která je součtem tvaru:
{\displaystyle W(u_{1},...,u_{n})=\sum _{i=1}^{n}w(u_{i})}
Kde W je neustále zvyšující se funkcí.
A měli bychom také požadovat:
5. Nezávislost na společném měřítku: vztah mezi dvěma užitými profily se nemění, pokud jsou oba násobeny stejnou skalární veličinou (např. vztah nezávisí na tom, zda měříme příjem v centech, dolarech, či tisících)
Pokud má preferenční vztah vlastnosti 1–5, pak funkce W patří do následující jednoparametrové skupiny
- {\displaystyle w_{p}(x)=x^{p}} pro {\displaystyle p>0}
- {\displaystyle w_{0}(x)=\ln(x)} pro {\displaystyle p=0}

- {\displaystyle w_{p}(x)=-x^{p}} pro {\displaystyle p<0}

Tato skupina má několik známých členů:
- Limit, kde je leximin uspořádání
- Pokud tak dostaneme Nashovo vyjednávací řešení = maximalizaci produktu utilit
- Pokud pak dostaneme utilitární sociální funkci = maximalizaci součtu utilit

Pokud navíc požadujeme:
6. Princip Pigou-Dalton
Pak parametr p ve výše uvedené skupině musí být nejvýše 1.